# 劳动和社会公正—选举替代
劳动和社会公正—选举替代（德語：Arbeit und soziale Gerechtigkeit – Die Wahlalternative，缩写为WASG）是德国的一个已不存在的左翼政党。该党成立于2005年1月22日，由德国社会民主党内不满施罗德推行第三条道路模式的左派建立。在经历了数个州议会选举的惨败之后，该党决定与民主社会主义党（后改称左翼党.民社党）组成选举联盟，并在2005年德国联邦议院选举中一同夺得54席，拥有该党党籍的12名议员参与民社党议会党团。2007年6月16日，该党与左翼党.民社党合并为左翼党。该党的意识形态是社会民主主义、民主社会主义。该党的总部位于菲尔特。